# (691721) 2014 QY441
(691721) 2014 QY441 ist ein großes transneptunisches Objekt im Kuipergürtel, das bahndynamisch als resonantes Kuipergürtel-Objekt (3:4–Resonanz) eingestuft wird. Aufgrund seiner Größe gehört der Asteroid möglicherweise zu den Zwergplanetenkandidaten.

## Entdeckung
(691721) 2014 QY441 wurde am 22. August 2014 von einem Astronomenteam, bestehend aus B. Gibson, T. Goggia, N. Primak, A. Schultz und M. Willman, im Rahmen des Pan-STARRS-Projekts mit dem 1,8-m-Ritchey-Chretien-Teleskop (PS1) am Haleakalā-Observatoriums (Maui) entdeckt. Die Entdeckung wurde am 16. Juli 2016 bekanntgegeben.
Nach seiner Entdeckung ließ sich (691721) 2014 QY441 auf Fotos bis zum 2. November 2005, die am Kitt-Peak-Observatorium (Arizona) gemacht wurden, zurückgehend identifizieren und so seinen Beobachtungszeitraum um neun Jahre verlängern, um so seine Umlaufbahn genauer zu berechnen. Seither wurde der Planetoid durch verschiedene erdbasierte Teleskope beobachtet. Im September 2018 lagen insgesamt 149 Beobachtungen über einen Zeitraum von 13 Jahren vor. Die bisher letzte Beobachtung wurde im Dezember 2017 am Pan-STARRS-Teleskop (PS1) durchgeführt. (Stand 22. März 2019)

## Eigenschaften

### Umlaufbahn
(691721) 2014 QY441 umkreist die Sonne in 218,35 Jahren auf einer leicht elliptischen Umlaufbahn zwischen 33,35 AE und 39,17 AE Abstand zu deren Zentrum. Die Bahnexzentrizität beträgt 0,080, die Bahn ist 10,19° gegenüber der Ekliptik geneigt. Derzeit ist der Planetoid 37,68 AE von der Sonne entfernt. Das Perihel durchläuft er das nächste Mal 2089, der letzte Periheldurchlauf dürfte also im Jahre 1870 erfolgt sein.
Marc Buie (DES) klassifiziert den Planetoiden als RKBO (3:4-Resonanz mit Neptun),, während vom Minor Planet Center keine spezifische Einstufung existiert; letzteres ordnet ihn als Nicht-SDO und allgemein als «Distant Object» ein.

### Größe
Derzeit wird von einem Durchmesser von 343 km ausgegangen, basierend auf einem Rückstrahlvermögen von 8 % und einer absoluten Helligkeit von 5,7 m. Ausgehend von diesem Durchmesser ergibt sich eine Gesamtoberfläche von etwa 370.000 km². Die scheinbare Helligkeit von (691721) 2014 QY441 beträgt 21,74 m.
Da es denkbar ist, dass sich (691721) 2014 QY441 aufgrund seiner Größe im hydrostatischen Gleichgewicht befindet und somit weitgehend rund sein könnte, erfüllt er möglicherweise die Kriterien für eine Einstufung als Zwergplanet. Mike Brown geht davon aus, dass es sich bei (691721) 2014 QY441 um vielleicht einen Zwergplaneten handelt.
| Jahr                                         | Abmessungen km | Quelle   |
| -------------------------------------------- | -------------- | -------- |
| 2018                                         | 321,0          | Johnston |
| 2018                                         | 343,0          | Brown    |
| Die präziseste Bestimmung ist fett markiert. |                |          |